# Мужская сборная Латвии по баскетболу
Сборная Латвии по баскетболу — национальная баскетбольная команда, представляющая Латвию на международной баскетбольной арене.
Сборная Латвии выиграла один чемпионат Европы — в 1935 году.

## История
Сборная Латвии по баскетболу первый раз была создана в апреле 1924 года, когда и была приглашена на игру в Таллин со сборной Эстонии. Тогда в состав команды были включены представители Латвийского общества спорта (LSB) Вилис Либертс, Николайс Музис, Карлис Плориньш и Альфредс Раминьш, а также игроки команды Молодёжного Христианского союза Вальдемарс Бауманис, Янис Биркманис, Адольфс Грасис и Бронислав Малиновский. 29 апреля в игре против сборной Эстонии первые очки добыл Николай Музин и этим он помог сборной Латвии выиграть в своей первой игре со счётом 20:16. Первая игра, проходившая в Латвии, состоялась 5 января 1925 года, но в этот раз сборная Латвии потерпела поражение со счётом 23:30.

### 1934
В 1934 году Баскетбольный союз Латвии объявил старт сборной в первом Европейском розыгрыше первенства. В список кандидатов были включены 22 игрока.

### 1935
В 1935 году в мае на Европейский чемпионат в Женеве уехали 10 игроков, в зазорах участвовали семь. В турнире, который происходил по двух минусовой системе, в полуфинале с 28:19 одолели Швейцарию, но в финале 4 мая со счётом 24:18 одолели Испанию и стали чемпионами. Под руководством составителя команды и тренера Вальдемара Бауманиса в основном составе играли Эдуард Андерсонс, Алексей Ануфриев, Мартиньш Грундманис, Рудольф Юрциньш и Янис Лидманис, но на замену шли Герберт Губиньш и Янис Раудзиньш (сохранились противоречивые свидетельства о соучастии Мелдера Висвалдиса в зазорах, но в официальных протоколах его имя не фигурировало).

### 1936
В 1936 году в августе сборная Латвии участвовала в олимпийском турнире Берлина. Для победы над командой (20:17) Уругвая следовали поражения над сборными Канады (23:34) и Польши (23:28).

### 1937
В 1937 году в мае в Риге, на старой спортивной площадке неподалёку от станции Браса, происходил 2 Европейский чемпионат. Команда Латвии в групповом турнире одолела Чехословакию (44:11) и Францию (26:23), но проиграла сборной Польши (25:32) и вследствие плохой разницы забитых и пропущенных мячей осталась  вне призовых мест. В матче за 5-е место проиграла сборной Эстонии (19:41).

### 1939
В 1939 году на третьем чемпионате Европы в Каунасе команда Латвии победила Венгрию (58:24), Финляндию (108:7), Италию (38:23), Францию (45:26) и Польшу (43:20), но проиграла Литве (36:37) и в дополнительном времени Эстонии (25:26). Таким образом, команда Латвии заняла второе место.

### 2023
В 2023 году Латвия смогла взять 5-е место, в этом чемпионате Латвия победила Ливан (109:70), Францию (88:86), Испанию (74:69), Бразилию (104:84), Италию (87:82), а также выиграла Литву (98:63), но проиграла Германии (79:81) из-за чего Латвия не попала в финал.

## Статистика выступлений

### Олимпийские игры
| Турнир                | Позиция       | Победы | Поражения |
| --------------------- | ------------- | ------ | --------- |
| Олимпийские игры 1936 | 15-18-е место | 1      | 2         |

### Чемпионаты Европы
| Турнир          | Позиция                | Победы | Поражения |
| --------------- | ---------------------- | ------ | --------- |
| Евробаскет 1935 | 1-е место              |        |           |
| Евробаскет 1937 | 6-е место              | 3      | 2         |
| Евробаскет 1939 | 2-е место              | 5      | 2         |
| Евробаскет 1995 | Не прошли квалификацию | -      | -         |
| Евробаскет 1997 | 16-е место             | 0      | 5         |
| Евробаскет 1999 | Не прошли квалификацию | -      | -         |
| Евробаскет 2001 | 8-е место              | 2      | 5         |
| Евробаскет 2003 | 13-е место             | 0      | 3         |
| Евробаскет 2005 | 14-е место             | 0      | 3         |
| Евробаскет 2007 | 13-е место             | 1      | 2         |
| Евробаскет 2009 | 13-е место             | 1      | 2         |
| Евробаскет 2011 | 21-е место             | 0      | 5         |
| Евробаскет 2013 | 11-е место             | 4      | 4         |
| Евробаскет 2015 | 8-е место              | 4      | 5         |
| Евробаскет 2023 | 5-е место              | 6      | 2         |

## Состав
| Перейти к шаблону «Состав сборной Латвии по баскетболу» | Состав сборной Латвии по баскетболу |  |

| Поз. | №  | Имя                | Дата рождения (возраст)  | Рост   | Клуб                       |
| ---- | -- | ------------------ | ------------------------ | ------ | -------------------------- |
| Ц    | 6  | Кристапс Порзингис | 2 августа 1995 (29 лет)  | 218 см | Бостон Селтикс             |
| АЗ   | 7  | Янис Блумс (К)     | 20 апреля 1982 (43 года) | 191 см | Сарагоса                   |
| ТФ   | 8  | Давис Бертанс      | 12 ноября 1992 (32 года) | 192 см | Даллас Маверикс            |
| АЗ   | 9  | Дайрис Бертанс     | 9 сентября 1989 (35 лет) | 192 см | Реал Бетис                 |
| ЛФ   | 10 | Янис Тимма         | 2 июля 1992 (32 года)    | 201 см | Лабораль Кутча             |
| ТФ   | 11 | Роландс Шмитс      | 25 июня 1995 (29 лет)    | 207 см | Каунас Жалгирис            |
| АЗ   | 12 | Кристапс Яниченокс | 14 марта 1983 (42 года)  | 196 см | ВЭФ                        |
| РЗ   | 13 | Янис Стрелниекс    | 1 сентября 1989 (35 лет) | 191 см | АЕК                        |
| З    | 21 | Айгарс Шкеле       | 4 декабря 1992 (32 года) | 192 см | Сталь Острув-Велькопольски |
| ТФ   | 24 | Андрейс Гражулис   | 21 июля 1993 (31 год)    | 202 см | Доломити Энергия           |
| АЗ   | 31 | Жанис Пейнерс      | 2 августа 1990 (34 года) | 204 см | Стамбул Дарюшаффака        |
| Ц    | 33 | Мартиньш Мейерс    | 30 марта 1991 (34 года)  | 208 см | УНИКС                      |

## Статистика

### Наибольшее число игр
| Игрок              | Игр |
| ------------------ | --- |
| Увис Хелманис      | 184 |
| Айгарс Витолс      | 151 |
| Робертс Штелмахерс | 146 |
| Айнарс Багатскис   | 143 |
| Райтис Графс       | 91  |
| Эдмундс Валейко    | 90  |
| Арнис Вецвагарс    | 90  |
| Кристапс Яниченокс | 90  |
| Кристапс Валтерс   | 87  |
| Каспарс Ципрусс    | 87  |

### Лучшие бомбардиры
| Игрок              | Всего | В турнирах ФИБА |
| ------------------ | ----- | --------------- |
| Айнарс Багатскис   | 2160  | 1230            |
| Увис Хелманис      | 1557  | 834             |
| Робертс Штелмахерс | 1530  | 903             |
| Кристапс Яниченокс | 940   | 294             |
| Айгарс Витолс      | 901   | 323             |
| Карлис Муйжниекс   | 799   | 422             |
| Каспарс Камбала    | 751   | 434             |
| Кристапс Валтерс   | 720   | 288             |
| Армандс Шкеле      | 714   | 200             |
| Игорь Мельник      | 706   | 348             |